# Gabi Nunes
Gabriela Nunes da Silva (São Paulo, 10 de março de 1997, mais conhecida como Gabi Nunes, é uma futebolista brasileira que atua na posição de atacante. Atualmente, está sem clube.
Participou da edição de 2016 da Copa do Mundo de Futebol Feminino Sub-20.

## Carreira

### Centro Olímpico
Gabi Nunes iniciou sua carreira como jogadora o no Centro Olímpico. Lá jogou pela base sub-15, sub-17 e a equipe principal. 

### Osasco Audax
Em 2015, mudou-se para o Osasco Audax para jogar o Campeonato Paulista de Futebol Feminino e se tornou a artilheira do torneio marcando 12 gols.

### Retorno ao Centro Olímpico
Para o campeonato nacional no final de 2015, Gabi voltou ao Centro Olímpico e marcou 14 gols em 12 partidas, coroando a melhor marcadora do torneio. 

### Corinthians
No ano seguinte, se transferiu para o Corinthians para jogar o campeonato nacional em 2016. Como atacante marcou 7 gols em 10 jogos, mas sua equipe foi eliminada nas quartas de final. Gabi Nunes venceu a Copa do Brasil em 2016, atuando pelo Corinthians, com um gol marcado na final contra São José.

### Madrid CFF
Na tarde de 1 de setembro de 2021, Gabi Nunes foi anunciada pelo Madrid CFF, da Espanha para disputa da Champions Feminina da LaLiga SmartBank.
Ela deixou Omadri após duas temporadas na F League. Em ambas as temporadas tem conseguido números muito bons com a equipa da capital. Na temporada 2021/2022 marcou 8 gols e deu cinco assistências e na última temporada que disputou marcou 8 gols e distribuiu cinco assistências.

### Levante
Em 5 de julho de 2023, Gabi Nunes transferiu-se para o Levante UD proveniente do Madrid CFF. Ela assinou um contrato de dois anos, até junho de 2025.

## Seleção Brasileira
Além dos clubes nacionais, em 2013  a atleta iniciou sua história na Seleção Brasileira, participando do Campeonato Sul-americano Sub-17. Em novembro de 2015, disputou a Copa do Mundo sub 20 pela seleção brasileira e ajudou o Brasil a conquistar o sétimo título nesta competição, marcando 5 gols em 4 jogos, com isso se tornou vice artilheira da competição. Por esse feito, recebeu a chuteira de prata da Fifa das mãos de Marta, sendo a primeira brasileira a ganhar esse prêmio. E em seguida passou a integrar a seleção principal.

## Títulos

### Corinthians/Audax
- Copa do Brasil: 2016
- Copa Libertadores da América: 2017

### Corinthians
- Campeonato Brasileiro: 2018, 2020, 2021
- Copa Libertadores da América: 2019
- Campeonato Paulista: 2019, 2020

## Jogos pelo Corinthians
Jogos pelo Corinthians em 2016
| J                   | V  | E | D | SG | M    | T   | RU | GM | AG | A | AA | V |   |
| ------------------- | -- | - | - | -- | ---- | --- | -- | -- | -- | - | -- | - | - |
| Copa do Brasil Fem. | 5  | 3 | 1 | 1  | 9-5  | 448 | 5  | 0  | 3  | 0 | 1  | 0 | 0 |
| Brasileiro Feminino | 10 | 5 | 3 | 2  | 23-9 | 792 | 10 | 0  | 7  | 0 | 0  | 0 | 0 |
|                     |    |   |   |    |      |     |    |    |    |   |    |   |   |

Jogos pelo Corinthians em 2017
| J                   | V  | E  | D | SG | M     | T    | RU | GM | AG | A | AA | V |   |
| ------------------- | -- | -- | - | -- | ----- | ---- | -- | -- | -- | - | -- | - | - |
| Brasileiro Feminino | 17 | 13 | 1 | 3  | 49-11 | 1422 | 17 | 0  | 12 | 0 | 1  | 0 | 0 |

Em 2018, por conta de lesões Gabi foi desfalque no Corinthians.
Jogos pelo Corinthians em 2019
| J                   | V  | E  | D | SG | M    | T   | RU | GM | AG | A | AA | V |   |  |
| ------------------- | -- | -- | - | -- | ---- | --- | -- | -- | -- | - | -- | - | - |  |
| Brasileiro Feminino | 11 | 10 | 0 | 1  | 43-4 | 707 | 7  | 4  | 9  | 0 | 0  | 0 | 0 |  |
| Paulista Feminino   | 9  | 9  | 0 | 0  | 28-5 | 521 | 5  | 4  | 5  | 0 | 0  | 0 | 0 |  |

Legenda: J=Jogos, V=Vitórias, E=Empates, D=Derrotas, SG=Saldo de Gols, M=Minutos, T=Titulares, RU=Reserva Utilizado, GM=Gols marcados, AG=Gols Contra, A=Cartões Amarelos, AA=Segundos Amarelos, V=Cartões Vermelhos

## Jogos pela Seleção
Jogos pela Seleção Brasileira em 2016
| J                    | V | E | D | SG | M    | T   | RU | GM | AG | A | AA | V |   |
| -------------------- | - | - | - | -- | ---- | --- | -- | -- | -- | - | -- | - | - |
| Mundial U20 Feminino | 4 | 1 | 1 | 2  | 13-8 | 360 | 4  | 0  | 5  | 0 | 2  | 0 | 0 |

Jogos pela Seleção Brasileira em 2017
| J                  | V | E | D | SG | M   | T  | RU | GM | AG | A | AA | V |   |
| ------------------ | - | - | - | -- | --- | -- | -- | -- | -- | - | -- | - | - |
| Amistosos Seleções | 1 | 0 | 0 | 1  | 1-3 | 87 | 1  | 0  | 0  | 0 | 0  | 0 | 0 |

Legenda: J=Jogos, V=Vitórias, E=Empates, D=Derrotas, SG=Saldo de Gols, M=Minutos, T=Titulares, RU=Reserva Utilizado, GM=Gols marcados, AG=Gols Contra, A=Cartões Amarelos, AA=Segundos Amarelos, V=Cartões Vermelhos